# Адријан Чајковски
Адријан Чајковски (Линколншир, 14. јун 1972) је британски писац научне и епске фантастике који је добио награду Артур Кларк за роман Деца времена. Најпознатији је по десетотомном серијалу Shadows of the apt. Студирао је психологију и зоологију, а заљубљеник је у ентомологију те су многи ликови у његовим књижевним делима еволуиране расе инсеката или антропоморфни људи-инсекти.

## Сенке разумевања
"Shadows of the apt" (Сенке разумевања) је серијал епске фантастике који се састоји од десет романа и четрдесет три кратке приче. Објављен је између 2008 - 2014. Радња се дешава у свету у ком свака раса (народ) људи има особине неког инсекта по коме се и назива.(Бубе, Богомљке,Вилин коњици, Пауци и др)  "Апт" или "аптитуд" је могућност разумевања и коршћења технологије у свету око себе. Особа која је "апт" не може да користи магију, особа која то није "инапт" не може да разуме машине. Многе расе су или једно или друго, могућност оба је ретка. Радња серијала почиње претњом која се надвија над мирне градове и земље раса доласком оса, до тада непознатом расом "апт" људи и њиховом ратном машинеријом. Серијал прати ликове бубу Стенволда Мејкера, угледног професора на Колегијуму који годинама упозорава да предстоји нови рат и опасност од незнане силе, његове нећаке Чирвел, младог механичара мелезара (полубуба -полумрав) Тото, избеглог принца вилин коњица Салму, Стенволдову усвојену ћерку пауксоја Тинису, и његовог бившег саборца ратника богомољку Тисамона.
Серијал се састоји из следећих романа:
- Царство црног и златног (2008)
- Пад вилиних коњица (2009)
- Крв богомољке (2009)
- Поздрав мраку (2010)
- Пут скарабеја (балегара) (2010)
- Морска стража (2011)
- Наследници оштрице (2011)
- Рат у ваздуху (2012)
- Капија господара рата (2013)
- Свитак црва (2014)

## Дела на српском
Серијал Деца времена, научнофантастични серијал о тераформирању планета и новим еволуираним расама паука и  хоботница које су претња преосталом човечанству, доступан на српском у преводу Горана Скробоње.
- Деца времена (2015) на српском 2018 (Лагуна)
- Деца пропасти (2019) на српском 2010 (Лагуна)
- Деца сећања (2022) на српском 2024 (Лагуна)[8]